# Hermanas Fleta
Las Hermanas Fleta fue un dúo español de música ligera y jazz, formado por las hermanas Elia (Madrid, 13 de febrero de 1928-febrero de 2019) y Paloma Fleta Mirat, hijas del tenor español Miguel Fleta, que falleció en 1938 cuando las dos hermanas eran apenas una niñas. Su madre, Carmen Mirat se preocupó de la formación musical de desde muy temprana edad.

## Formación del dúo
Su debut se produjo en 1950 en un programa de Radio Madrid presentado por Bobby Deglané, quien las animó a continuar con su carrera musical. Poco después, en 195s graban su primer disco. Este dúo dio nuevos aires y abrió a España a las nuevas corrientes musicales del exterior, que hasta entonces estaba dominada casi en exclusividad por la copla. 
En 1954 ganan el Premio Ondas a la mejor atracción nacional del año. Algunas de sus canciones como Pénjamo o El cha-ca-cha del tren gozaron gran popularidad.

## Discografía
- Mulita / Pénjamo (Columbia, 1952)
- Ya Llegó la Primavera / Vamos Siempre Caminando (Columbia, 1953)
- Amor de mi Alma / Española (Regal, 1954)
- Canción de la Calle / Canta Guitarra / Amor de mi Alma / Española (Regal, 1954)
- La Palomita / Primavera en Río / María la O / María Soledad (Regal, 1955)
- Chino Li-Wong / Una Sonrisa para Vos / Oración Inca / Las Tres Carabelas (Regal, 1955)
- Carnavalito Inca / Sabor de Engaño / Ven / Vuelve a tu Nido (Regal, 1955)
- El Cha-Ca-Chá del Tren / María la O / Ya Sé que Tienes Novia / Háblame sin Palabras (Montilla, 1958)

## Etapa en solitario de Elia
En la cima de su fama, en 1960 el dúo se disolvió debido a que Paloma Fleta se casó y se fue a vivir a Estados Unidos. En cambio, Elía permaneció en España y remprendió su carrera en solitario, dedicándose principalmente al jazz.
Participó en la película Festival en Benidorm de 1961 interpretándose a ella misma. En 1966 Fue elegida mejor cantante española  por Radio Peninsular.
Hasta su retiro definitivo en 1974, Elia Fleta estuvo colaborando con personas muy conocidas de su época, como Tete Montoliu, con el que creó el álbum en 1966 Tete Montoliu Presenta Elia Fleta.